# Деймон, Джером
Джером Деймон (англ. Jerome Damon; род. 4 апреля 1972, Кейптаун) — южноафриканский футбольный арбитр. Судит на международной арене с 2000 года.
Входил в список резервных арбитров на Чемпионате мира по футболу 2006 года в Германии.
Работал на трёх финальных турнирах Кубка Африканских Наций — в 2004, 2006 и 2008 годах, где отсудил в сумме 7 матчей
Вошёл в число судей, обслуживающих футбольный турнир летней Олимпиады в Пекине в 2008 году
Вошёл в число судей, обслуживающих Чемпионат мира по футболу 2010 года в ЮАР.
По профессии Деймон — учитель, любит регби и крикет, он также очень любит работать с молодёжью.